# Conteúdo (álbum)
Conteúdo é o décimo primeiro álbum de estúdio do Grupo Logos, lançado pela gravadora Line Records em 1996..
Contou com a produção musical do vocalista e compositor Paulo Cezar, autor de todas as faixas do trabalho.
Em 2018, foi eleito o 21º melhor álbum da década de 1990, de acordo com lista divulgada pelo portal Super Gospel.

## Faixas
1. Pode Ir
2. Iguais
3. O Evangelho
4. Conteúdo
5. Servos
6. Meu Resgatador
7. Jesus Está Presente
8. Meu Povo
9. Chamado
10. Compromisso
11. Mais que Vencedores